# Croix-en-Ternois
Croix-en-Ternois – miejscowość i gmina we Francji, w regionie Hauts-de-France, w departamencie Pas-de-Calais.
Według danych na rok 1990 gminę zamieszkiwało 218 osób, a gęstość zaludnienia wynosiła 33 osób/km² (wśród 1549 gmin regionu Nord-Pas-de-Calais Croix-en-Ternois plasuje się na 999. miejscu pod względem liczby ludności, natomiast pod względem powierzchni na miejscu 544.).